# Чувство взрослости
Чувство взрослости — центральное новообразование младшего подросткового периода, проявляющееся в становлении нового социального самосознания подростка «я-взрослый», которое выступает в аффективной форме переживания своих социальных качеств.
Д. Б. Эльконин выделяет две стороны взрослости: становление объективной взрослости, то есть реальной готовности ребенка к жизни в обществе взрослых (принятие прав и обязанности взрослого члена общества), и субъективной взрослости (собственно, чувства взрослости) — отношение подростка к самому себе уже как ко взрослому, его представление или ощущение себя в известной мере взрослым.
Чувство взрослости выражается в стремлении к независимости, самостоятельности, утверждении своего личностного достоинства и требовании ко взрослым уважать эти стремления и считаться с ними. Чувство взрослости выступает как стимул активности подростка, направленный на переориентацию с «детских» норм на «взрослые», на усвоение ценностей, установок, норм, которые, с точки зрения подростков, подтверждают представление о них как о взрослых.

## Формирование чувства взрослости
Чувство взрослости формируется в результате моделирования, опробования и освоения образцов и эталонов взрослого поведения путем подравнивания своего поведения и деятельности к этим образцам. Присваиваются, прежде всего, внешние атрибуты взрослости, а также моральные нормы, присущие взаимоотношениям взрослых людей (уважение, равноправие, доверие и верность во взаимоотношениях).
Пути формирования:
- В отношениях со взрослыми: взрослые сами формируют предоставление ему самостоятельности, что может происходить намеренно или ненамеренно, в разных сферах жизни;
- В отношениях с товарищами в интимно-личностном общении: ровесникам подражать легче, чем взрослым, и нередко подросток заимствует у товарищей черты, которые, по его представлению, подтверждают их взрослость[1];
- Одновременно в отношениях со взрослыми и с товарищами.

Условия формирования:
- Сфера, содержание и характер самостоятельности подростка: проявляться в учении, отношениях с товарищами, выполнении домашних обязанностей, использовании свободного времени, в интересующих занятиях;
- Отношение взрослых к подростку (как к маленькому или как к взрослому) и сфера действия этих отношений: поощряют или ограничивают;
- Отношения между подростками: признание или непризнание взрослости подростка товарищами.

Между содержанием чувства взрослости и половым созреванием нет прямой связи; оно определяется тем, какое значение придает ему сам подросток (отношение к себе как к взрослому может появляться позже чувства взрослости и лишь дополнять его, становясь в дальнейшем одним из условий его формирования).

## Показатели чувства взрослости
О наличии и степени сформированности чувства взрослости свидетельствует присутствие следующих показателей:
1. Появление настойчивого желания у подростка, чтобы к нему относились как к взрослому (требование в уважении, доверии и такте, признании человеческого достоинства и права на определенную самостоятельность);
2. Стремление к самостоятельности (во взаимоотношениях с товарищами, в выборе занятий в свободное время, учебных обязанностей и др.) и желания оградить некоторые сферы своей жизни от влияния старших (автономии);
3. Наличие собственной линии поведения, собственных взглядов и оценок.

Факт существования чувства взрослости наиболее ярко проявляется в случаях отсутствия желаемого подростком отношения и может выражается в обидах и различных формах протеста: непослушания, грубости, упрямстве, противопоставлении себя взрослым или товарищам, в столкновениях и конфликтах; в отказе от помощи взрослых и в неудовольствии при попытках последних контролировать и проверять качество работы; в стремлении отстаивать свои взгляды, несмотря на несогласие взрослых или сверстников.

## Виды и направления развития чувства взрослости
Под развитием взрослости понимается становление готовности ребенка к жизни в обществе взрослых в качестве полноценного и равноправного участника.
Д. Б. Эльконин выделяет различные виды взрослости:
1. Социоморальная (проявляется в отношениях со взрослыми): факт серьезного участия подростка на правах взрослого человека в заботах о благополучии семьи и ее членов (близость и дружеские отношения со взрослым, автономия и готовность к отстаиванию своих морально-этических убеждений и принципов, поступков и взглядов)[1];
2. Интеллектуальная: наличие у подростков стремления к самообразованию и самовоспитанию (стремление быть компетентным, знать и уметь многое по-настоящему, участвовать в жизни, выходящей за пределы школы, учебной программы)[3];
3. Внешняя: имитация форм взрослого поведения (романтические отношения со сверстниками, способ проведения досуга и др.) и внешний облик (одежда, украшения, использование косметики, «взрослая манера» ходить и разговаривать и др)[1][3].

В процессе развития чувство взрослости может приобрести адекватную (принятие ответственности, социальная активность, умение отстаивать свою точку зрения, умение найти выход из конфликтных ситуаций и др.), или неадекватную гипертрофированную форму (требований приходить домой позже 11 вечера, посещать бары и употреблять спиртные напитки, чрезмерно пользоваться косметикой и др.).

## Формы утверждения взрослости
Формы проявления чувства взрослости часто носят ярко выраженный демонстративный характер (см. Показатели чувства взрослости): подросток как бы предъявляет «свою волю», свои требования окружающим, чувствительно реагируя на то, как они его воспринимают в новой для него позиции (то есть больше важно признание новых качеств и прав, чем их реализация).
Подростки открыты по отношению ко взрослым, в основном доверяют им и, несмотря на все более усиливающееся значение общения со сверстниками, продолжают в основном ориентироваться на взрослых, принимать их нормы и ценности. Поэтому отношения с родителями могут стать эмоционально напряженными, могут возникать конфликты.
Поскольку подростков волнует в этот период равенство их прав со взрослыми, общность для них и взрослых правил жизни, они стремятся «примерить» и проверить, насколько требования, предъявляемые к ним, соответствуют требованиям, которые они могут предъявлять ко взрослым. Для достижения таких целей они могут диктовать взрослым те же правила, требования, которые предъявляются ему (к нему); проявлять своеобразное «потребительское» отношение к родителям и учителям («откровенный цинизм»).
Взрослым же необходимо переходить к новому типу отношений с подростком. В качестве выражения нового отношения к подростку родитель может расширять сферы самостоятельности (в деятельности, действиях и поступках), изменять характер требований и контроля и ответственности подростка за свои действия, расширять и усложнять его обязанности. Одновременно с этим необходимо удовлетворять потребность подростка в защите, поскольку именно переживание безопасности со стороны взрослого дает подростку возможность экспериментировать, раздвигая рамки своей жизни.
Одна из сложностей состоит в том, что сам подросток еще достаточно плохо осознает реальные мотивы своего поведения. Он остро переживает внутреннюю правоту своих поступков, но не имеет средств, способов для выражения этих переживаний и для объяснения их другим (с этим связана, например, подростковая ложь). В таких конфликтных случаях именно доброжелательное противодействие родителя оказывается наиболее значимым для подростка.